# St Just in Penwith
St Just in Penwith est une ville et paroisse civile dans l'est des Cornouailles, au Royaume-Uni. 

## Galerie de photos

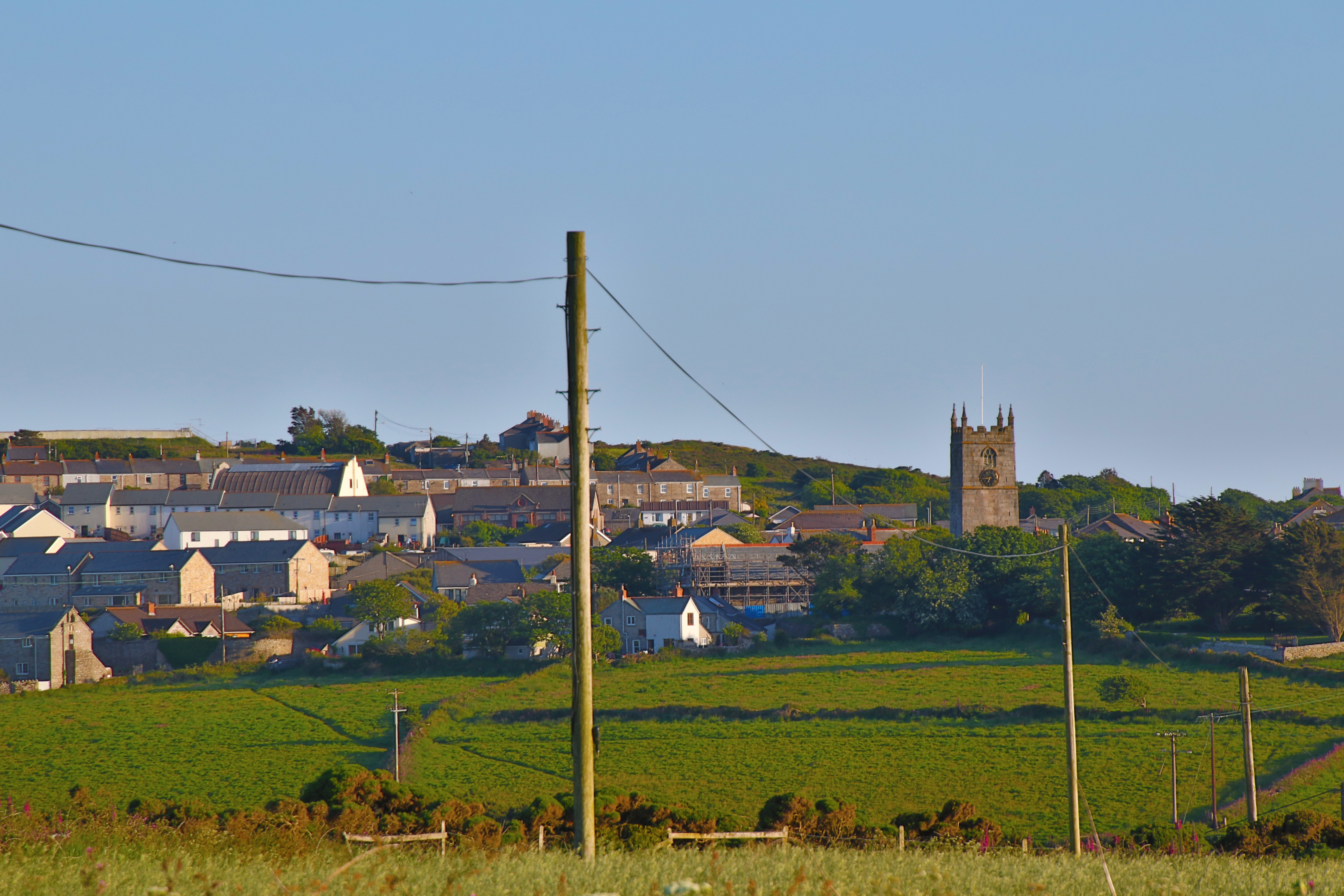
St Just Cornwall.
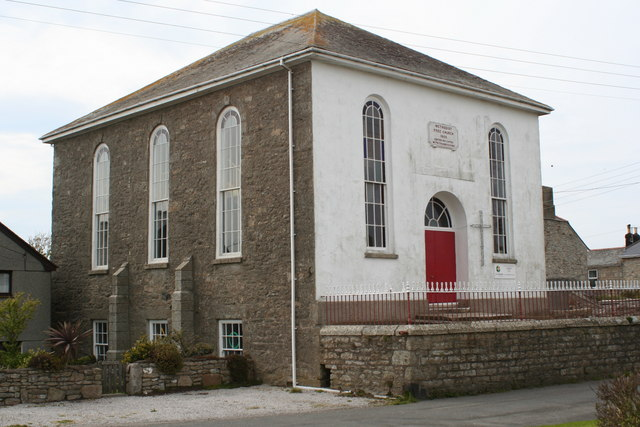
L’église méthodiste de St Just.

## Galerie

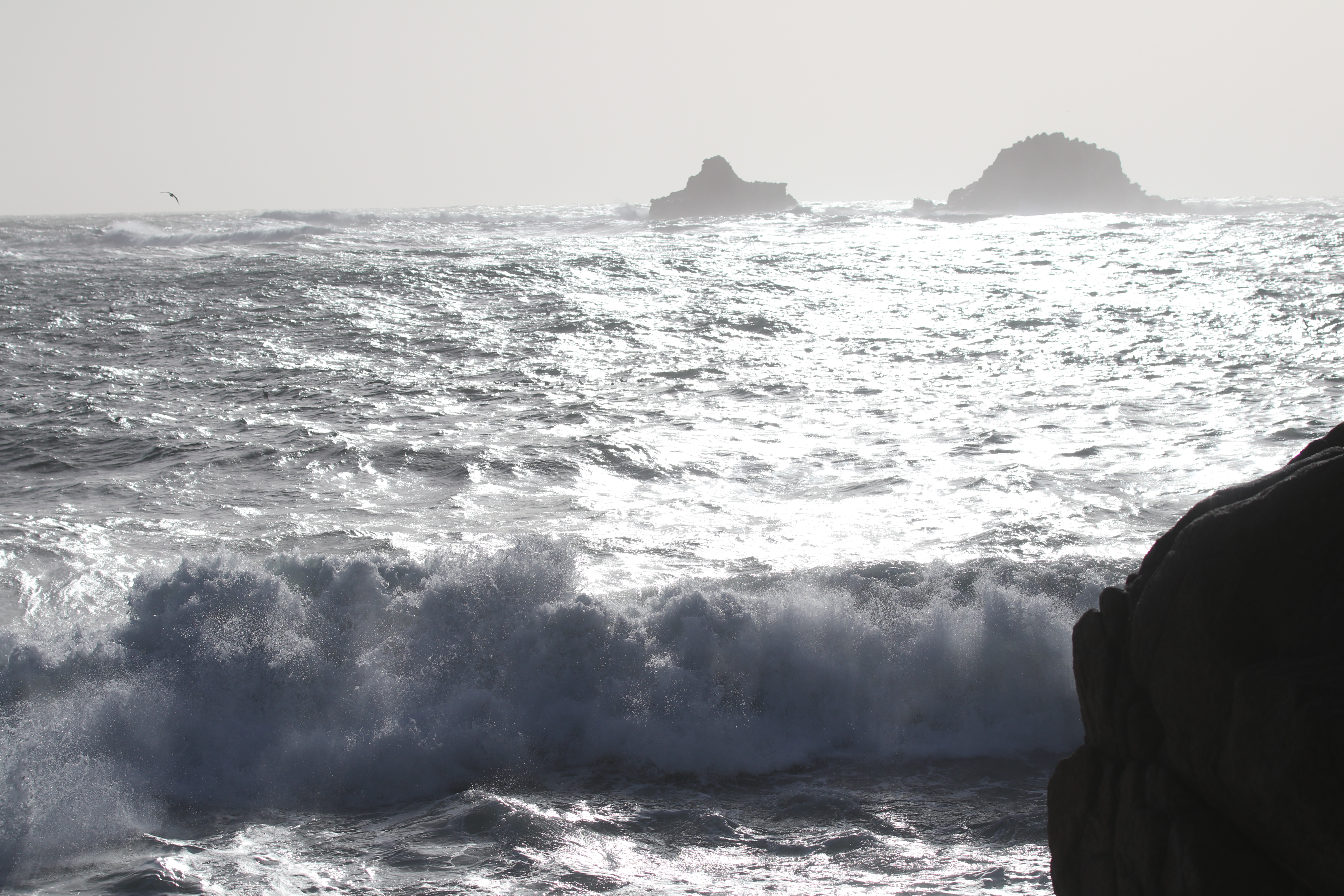
Les Brisons dans la tempête St Just Cornwall
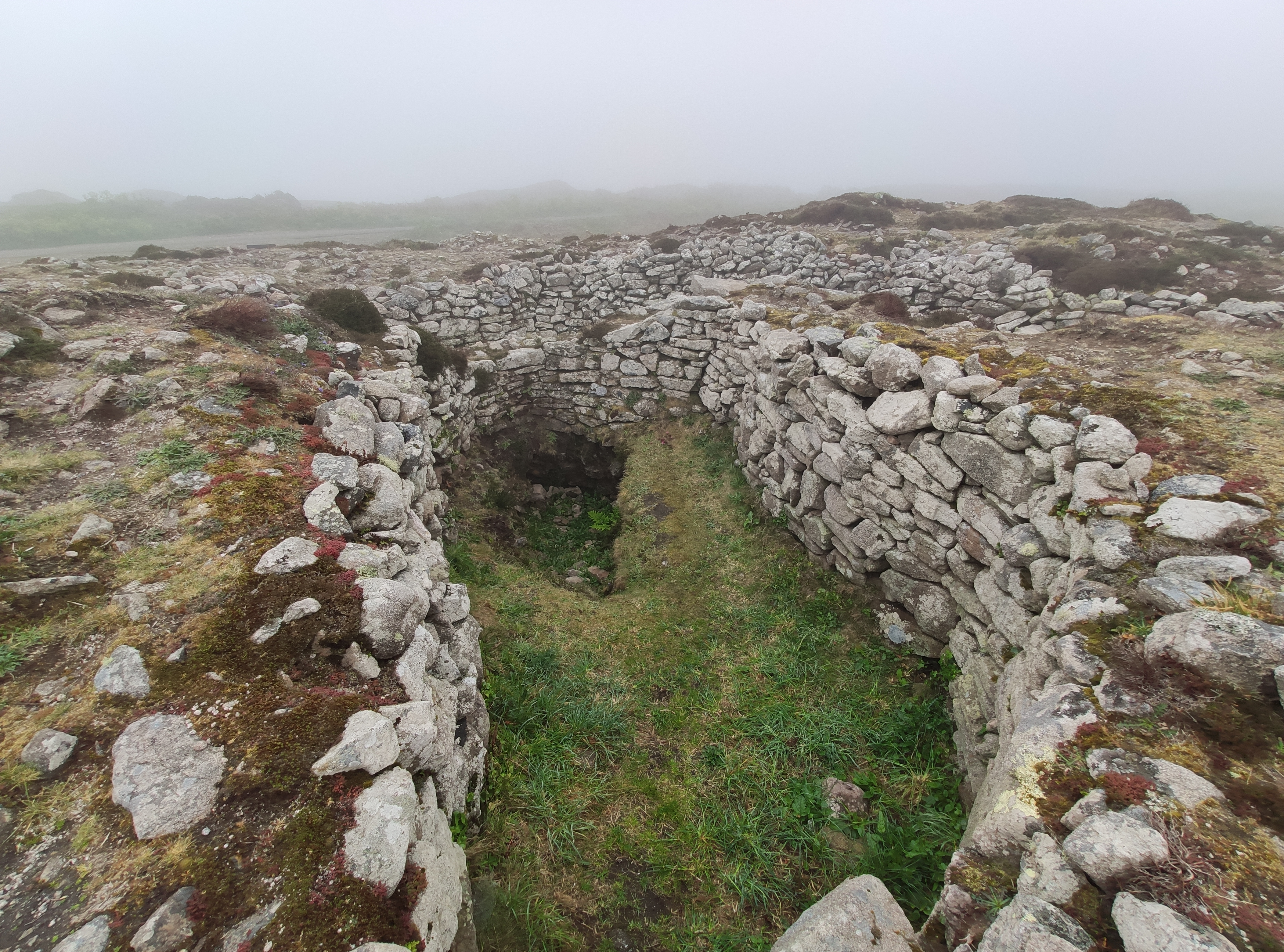
Bollowal Barrow St Just Cornwall
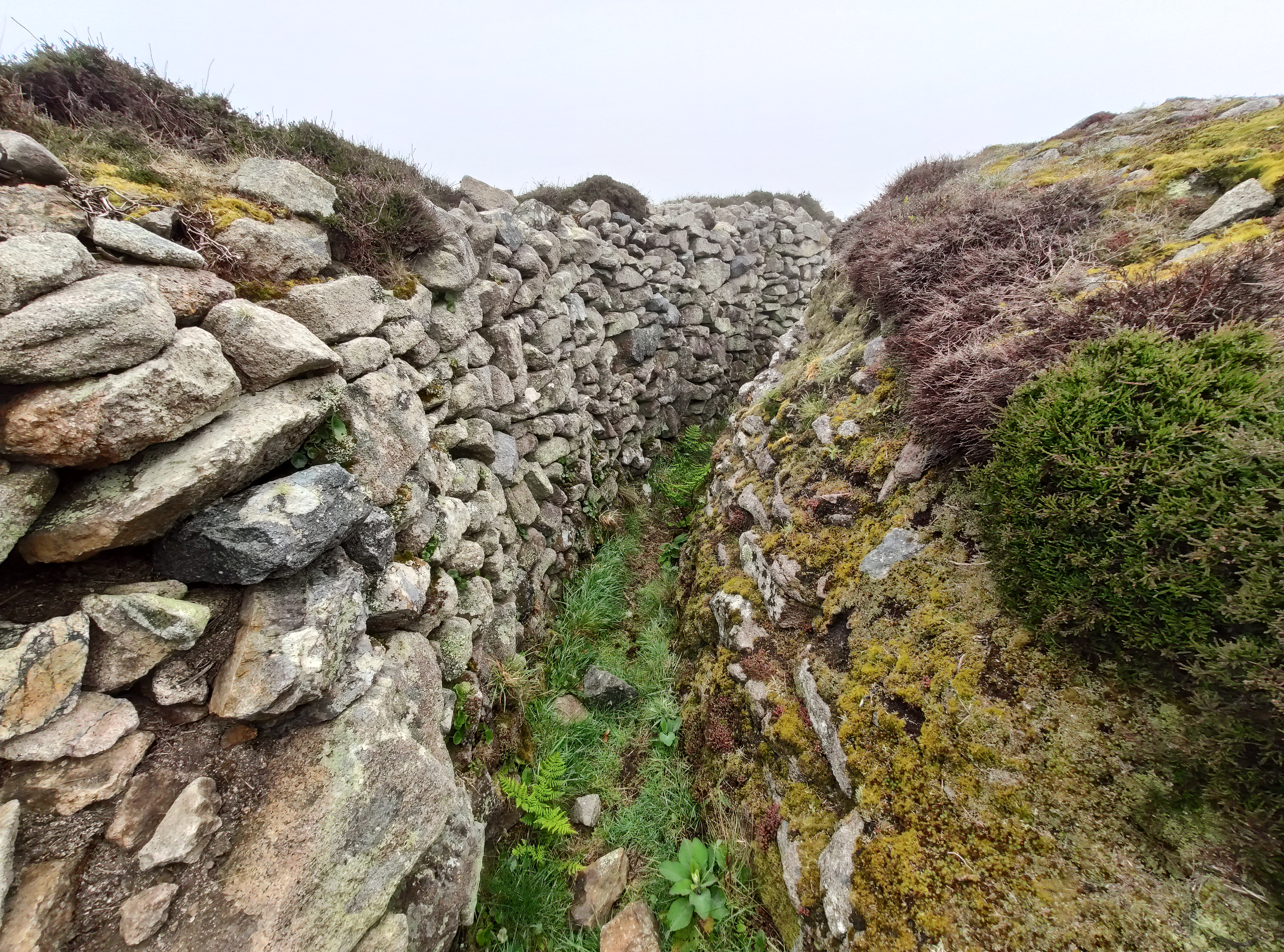
Rocks Bollowal Barrow St Just Cornwall
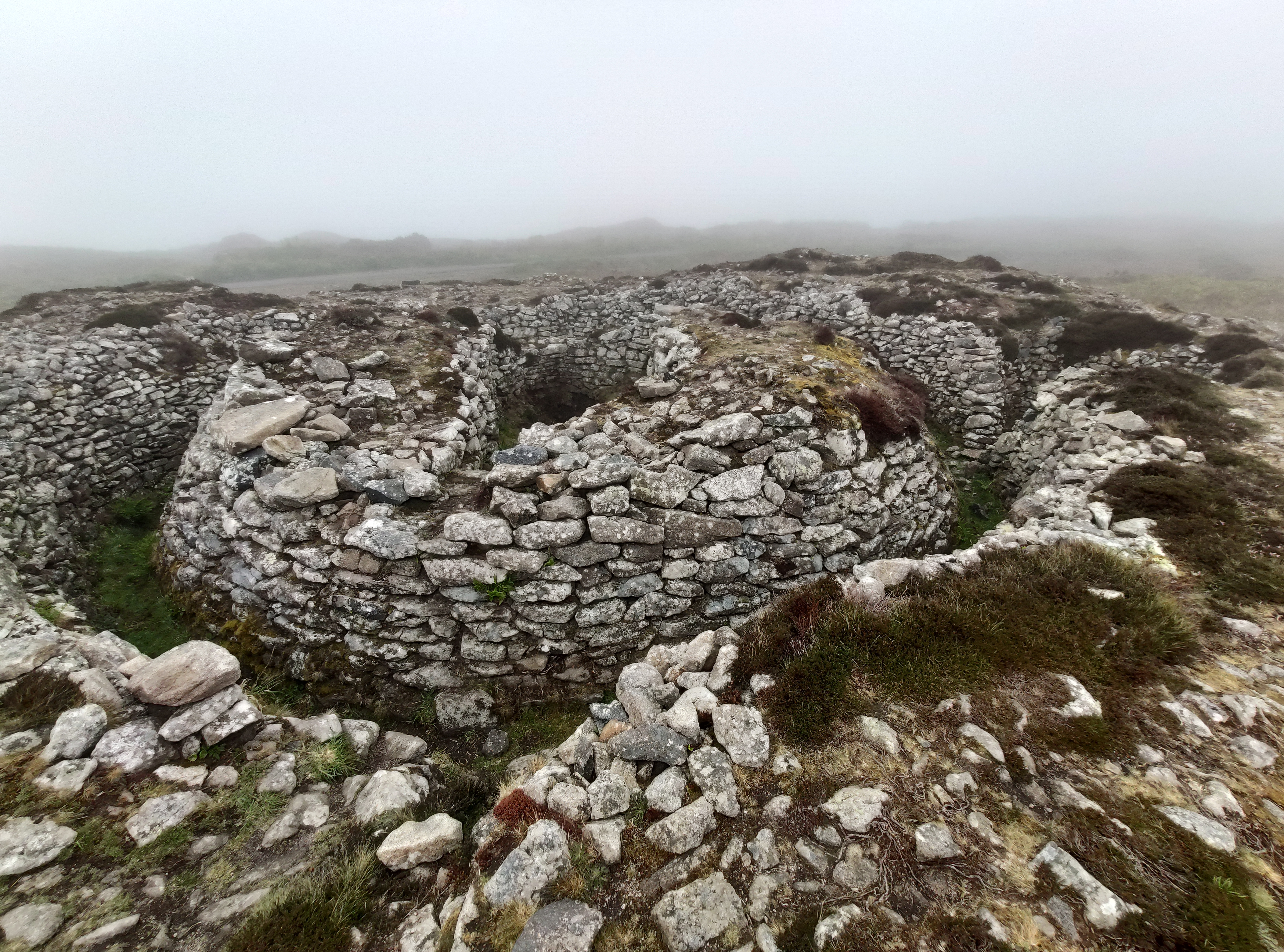
Belle Formation Bollowal Barrow St Just Cornwall